# Rock Island (Oklahoma)
Rock Island – miasto w Stanach Zjednoczonych, w stanie Oklahoma, w hrabstwie Le Flore.